# Districte de Gujranwala
El districte de Gujranwala (urdú گوجرانوالہ panjabi ਗੋਜਰਾਨਵਾਲਾ) és una divisió administrativa del la província del Panjab al Pakistan. Segons el cens de 1998 la població era de 3.400.940 habitants i el 2008 de 4.308.905 habitants. La superfície és de 5998 km². La capital és Gujranwala.
Administrativament està format per 6 tehsils: 
1. Gujranwala
2. Qila Mian Singh
3. Kamoke
4. Nowshera Virkan
5. Wazirabad
6. Hafizabad

## Història
Asarur o Khangar Asarur, coneguda també localment com a Mian Ali, és un llogaret on hi ha unes ruïnes datades almenys al segle i aC.
Si bé es creu que el districte és una creació moderna com la major part de les ciutats importants, hi ha diverses restes antigues. Sangla és assenyalada per Cunningham com la Sangala capturada per Alexandre el Gran. En aquest districte hi havia la capital del Panjab abans de la fundació de Lahore; el peregrí budista xinès Hwen Thsang va visitar la regió vers el 630 i l'anomena Tse-kia (o Taki), que era el nom de la metròpoli del país dels Cinc Rius. El lloc de la ciutat ha estat identificat amb unes restes prop d'Asarur, en aquest districte, on s'han trobat monedes i abundants restes budistes. Després de Hwen Thsang les notícies històriques desapareixen i Taki va caure en l'oblit i fou substituïda per Lahore com a capital regional.
Les ruïnes inclouen els fonaments d'un antic palau, de la ciutadella, i d'una ciutat construïda amb rajola primitiva algunes decorant els edificis principals. S'hi han trobat un bon nombre de monedes Indo-escites. El peregrí xinès descriu una pagoda d'Asoka a poca distància al nord-est, que commemorava el lloc on Buda es va aturar, i que tenia diverses relíquies seves, lloc que correspon a un munt amb restes a 3 km al nord.
El dogra Ugar Shah hi va erigir una mesquita a les ruïnes al segle xvi sota Akbar el Gran.
Sota els musulmans va pertànyer al sultanat de Delhi i després a l'Imperi Mogol. Durant aquest darrer, Eminabad i Hafizabad foren les ciutats principals i el territori estava dividit en sis parganes; al segle xviii, per causes desconegudes, la regió es va despoblar i posteriorment fou poblada per emigrants d'altres llocs quan el territori ja estava completament buit. La hipòtesi més probable és que les guerres que afectaven al Panjab van ser la causa de la fugida de la gent.
Aventurers sikhs van prendre el poder a la regió. Charat Singh, l'avi del maharajà Ranjit Singh, va dominar el petit poble de Gujranwala, i la va convertir en capital d'un petit principat en el que fou succeït pel seu fill i el seu net; altres caps sikhs van dominar Wazirabad, Shekhupura, i altres viles, i a l'oest del districte els rajputs bhattis i chattahs també havien establert principats independents. Finalment Ranjit Singh va aconseguir imposar el seu domini a tot el districte. Ranjit havia nascut a Gujranwala, i aquesta ciutat va restar la seva capital inicial fins que va ocupar Lahore; el mausoleu del seu pare encara s'hi conserva amb una cúpula propera amb les suposades cendres de Ranjit Singh. Va establir colònies d'emigrants a diversos pobles, va encoratjar els cultius, i va aconseguir trencar la tendència a la despoblació i la ruïna; a la vall del Degh va establir un nombrós grup d'hindús anomenats els labanes als que va cedir la terra contra una renda nominal sota obligació de posar en cultiu la parcel·la assignada a cadascun i va estimular l'esforç individual sota un règim liberal.
El 1847 el districte va quedar sota influència britànica en connexió amb la regència de Lahore i el 1849 va ser un dels territoris del Panjab que fou cedit als britànics i inclòs dins el districte de Wazirabad, que estava format entre altres regions per la part superior del Rechna Doab. El 1852 el territori fou dividit entre els nous districtes de Gujranwala i Sialkot; el districte inicial abraçava tot l'altiplà del Chenab al Ravi però el 1853 la part sud-est (303 pobles) es va transferir al districte de Lahore i tres anys després (1856) un altre tros (324 pobles) fou segregat i agregat al mateix districte de Lahore. Els canvis principals del territori es van completar el 1868.
El 1881 el districte tenia 6700 km² i el 1901 eren 8283 km². Els rius principals eren el Chenab i el Degh. El districte tenia 8 ciutats i 1331 pobles amb una població de:
- 1881: 616.892
- 1891: 690.169
- 1901: 890.577

Administrativament el formaven quatre tehsils:
- Gujranwala
- Wazirabad
- Hafizabad
- Khangah Dogran

Les principals ciutats eren la capital, Gujranwala, Wazirabad, Ramnagar, Akalgarh, Eminabad, Kila Didar Singh, i Sodhra. Les municipalitats eren Gujranwala, Wazirabad, Ramnagar, Akalgarh, Eminabad i Kila Didar Singh i les àrees notificades Hafizahad, Sodhra, Pindi Bhattian, Khangah Dogran i Sangla. El tehsil de Gujranwala mesurava 1958 km² i el 1901 tenia 252.863 habitants (però 269.166 el 1891) amb capital a Gujranwala (29.224 habitants, i municipi des de 1867) i ciutats principals Eminabad i Kila Didar Singh; tenia 445 pobles.